# Pristimantis briceni
Pristimantis briceni là một loài động vật lưỡng cư trong họ Strabomantidae, thuộc bộ Anura. Loài này được Boulenger mô tả khoa học đầu tiên năm 1903.
Chúng là loài đặc hữu của Venezuela. Các môi trường sống tự nhiên của chúng là các khu rừng ẩm ướt đất thấp nhiệt đới hoặc cận nhiệt đới, các khu rừng vùng núi ẩm nhiệt đới hoặc cận nhiệt đới, và đồng cỏ ở cao nhiệt đới hoặc cận nhiệt đới.